# Justin Minaya

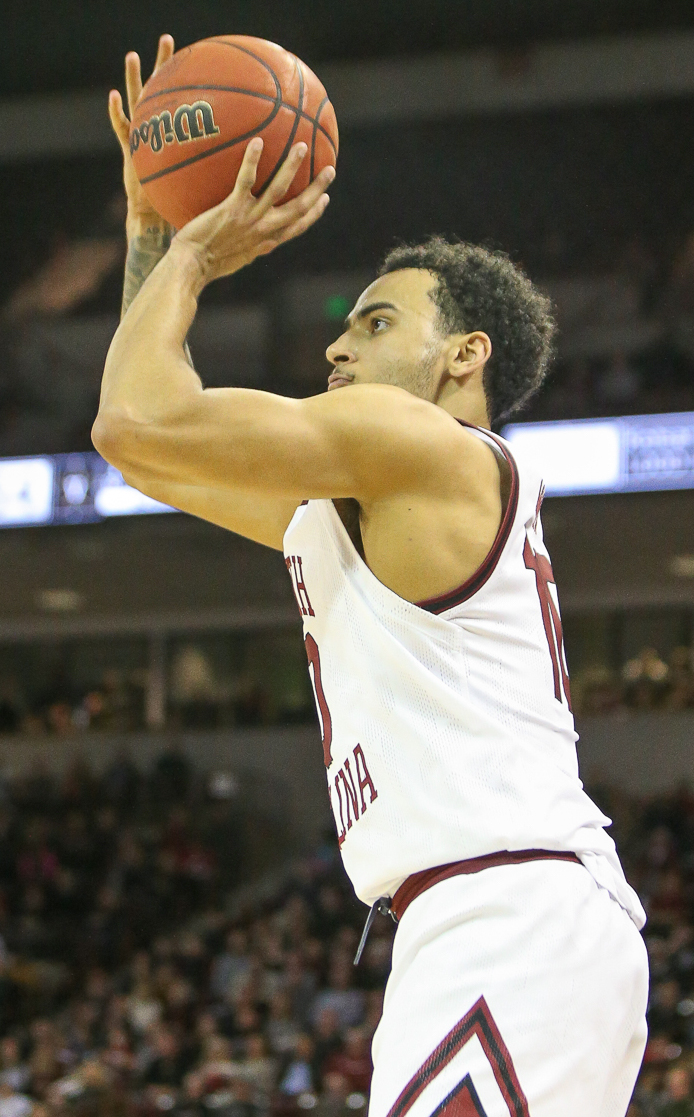
Justin Minaya, 2020.

Justin Minaya, född 26 mars 1999 i Harrington Park i New Jersey i USA, är en dominikansk-amerikansk professionell basketspelare (SF/PF) som spelar för Portland Trail Blazers i National Basketball Association (NBA).
Han blev aldrig NBA-draftad.
Innan Minaya blev proffs studerade han först på University of South Carolina och spelade för deras idrottsförening South Carolina Gamecocks. Minaya blev senare överförd till Providence College för spel i Providence Friars.